# László Tihanyi
Pour les articles homonymes, voir László et Tihanyi.
László Tihanyi est un compositeur hongrois né en 1956.